# 10601 Хіватасі
10601 Хіватасі (10601 Hiwatashi) — астероїд головного поясу, відкритий 16 жовтня 1996 року.
Тіссеранів параметр щодо Юпітера — 3,157.